# Justus D. Barnes
Justus D. Barnes (Little Falls, 2 ottobre 1862 – Weedsport, 6 febbraio 1946) è stato un attore statunitense teatrale e cinematografico.
La sua notorietà è legata al ruolo di capo dei banditi ricoperto nel film The Great Train Robbery, del 1903, uno dei primi film ad ambientazione western. Famosa la scena finale del film, dove puntava la pistola direttamente verso la macchina da presa, fingendo di sparare verso gli spettatori.

## Biografia
Figlio di un immigrato scozzese, Justus Barnes aveva alle spalle una lunga carriera teatrale quando nel 1903 apparve in The Great Train Robbery, uno dei primi film americani a enfatizzare la narrazione. Nella memorabile scena finale Barnes, che interpretava il capo dei fuorilegge, puntava la pistola verso la macchina da presa, sparando verso gli spettatori. The Great Train Robbery diventò uno dei film commerciali di maggior successo e più noti dell'era del cinema muto.
Nel luglio 1908 Barnes fu scritturato come attore presso la Edison Manufacturing Company, la società di produzione cinematografica di proprietà di Thomas Edison. Nel 1910 firmò un contratto con la Thanhouser Company a New Rochelle, New York, e tra il 1910 e il 1917 apparve in più di settanta film, di solito nel ruolo di vilain. Inoltre interpretò il personaggio di Ham Peggotty in David Copperfield (1911), il più remoto adattamento cinematografico del romanzo del 1850 di Charles Dickens. Interpretò altri ruoli secondari in Nicholas Nickleby (1912), Aurora Floyd (1912) e A Dog of Flanders (1914).
Nel 1917 fu costretto a lasciare la Thanhouser a causa di problemi finanziari della società e, nello stesso anno, fece un'apparizione per l'Edison Studio in Cy Whittaker's Ward.
Dopo essersi ritirato dalla recitazione, Barnes si trasferì a Weedsport, New York, dove lavorò come commerciante e dove morì il 6 febbraio 1946, all'età di 83 anni.

## Filmografia
Quando manca il nome del regista, questo non viene riportato nei titoli
- Assalto al treno (The Great Train Robbery), regia di Edwin S. Porter (non accreditato) (1903)
- Young Lord Stanley (1910)
- The Declaration of Independence (1911)
- David Copperfield, regia di George O. Nichols[1] - cortometraggio (1911)
- On Probation (1912)
- Nicholas Nickleby, regia di George Nichols (1912)
- The Baby Bride, regia di Lucius Henderson (1912)
- When Mandy Came to Town, regia di Lucius Henderson (1912)
- The Portrait of Lady Anne, regia di Lloyd Lonergan (1912)
- Cousins, regia di Lucius Henderson (1912)
- The Voice of Conscience (1912)
- Aurora Floyd, regia di Theodore Marston (1912)
- The Star of Bethlehem, regia di Lawrence Marston (1912)
- The Dove in the Eagle's Nest, regia di Lawrence Marston (1913)
- When the Studio Burned, regia di Lawrence Marston (1913)
- While Mrs. McFadden Looked Out (1913)
- When Darkness Came (1913)
- The Missing Witness, regia di Thomas N. Heffron (1913)
- His Last Bet (1913)
- The Farmer's Daughters (1913)
- He Couldn't Lose, regia di Lloyd Lonergan (1913)
- A Beauty Parlor Graduate (1913)
- Uncle's Namesakes (1913)
- Peggy's Invitation, regia di James Durkin (1913)
- His Father's Wife (1913)
- An Amateur Animal Trainer (1913)
- Two Little Dromios (1914)
- Joseph in the Land of Egypt, regia di Eugene Moore (1914)
- Percy's First Holiday, regia di Carl Gregory (1914)
- The Dancer (1914)
- A Leak in the Foreign Office, regia di Frederick Sullivan (1914)
- A Can of Baked Beans (1914)
- Their Best Friend (1914)
- Cardinal Richelieu's Ward, regia di Eugene Moore (1914)
- A Debut in the Secret Service, regia di Frederick Sullivan (1914)
- The Infant Heart Snatcher (1914)
- A Mohammedan Conspiracy, regia di Frederick Sullivan (1914)
- A Dog of Flanders, regia di Howell Hansel (1914)
- From the Shadows (1914)
- His Enemy, regia di Carl Gregory (1914)
- The Harlow Handicap (1914)
- In Peril's Path (1914)
- Arty, the Artist (1914)
- Gold, regia di Frederick Sullivan (1914)
- The Mettle of a Man (1914)
- The Harvest of Regrets, regia di Arthur Ellery (1914)
- The Diamond of Disaster, regia di Carroll Fleming (1914)
- Old Jackson's Girl, regia di James Durkin (1914)
- Lucy's Elopement (1914)
- The Home of Silence (1915)
- Helen Intervenes (1915)
- Nell's Strategy (1915)
- The Smuggled Diamond (1915)
- The Adventure of Florence (1915)
- The Final Reckoning - cortometraggio (1915)
- Bianca Forgets (1915)
- Love and Money, regia di Carroll Fleming (1915)
- The Heart of the Princess Marsari (1915)
- God's Witness, regia di Eugene Moore (1915)
- The House That Jack Moved, regia di Arthur Ellery (1915)
- Bud Blossom (1915)
- The Country Girl, regia di Frederick Sullivan (1915)
- Old Jane of the Gaiety (1915)
- His Two Patients (1915)
- The Marvelous Marathoner (1915)
- Snapshots (1915)
- From the River's Depths, regia di Clem Easton (1915)
- Weary Walker's Woes (1915)
- Mr. Meeson's Will, regia di Frederick Sullivan (1915)
- Outwitted, regia di Howard M. Mitchell (1916)
- Fear (1916)
- Arabella's Prince (1916)
- Her Life and His, regia di Frederick Sullivan (1917)
- Hinton's Double, regia di Lloyd Lonergan e Ernest C. Warde (1917)
- The Candy Girl, regia di Eugene Moore (1917)
- An Amateur Orphan, regia di Van Dyke Brooke (1917)
- It Happened to Adele, regia di Van Dyke Brooke (1917)
- Cy Whittaker's Ward, regia di Ben Turbett (1917)